# 줄리어스 아가호와
줄리어스 아가호와(영어: Julius Aghahowa, 1982년 2월 12일, 나이지리아 베닌 시티 ~ )는 나이지리아의 전 축구 선수로, 포지션은 스트라이커다. 그는 특유의 공중제비 골 세리머니를 하는 것으로 유명하다.
아가호와는 폴리스 머신스 (Police Machines), 벤델 인슈어런스 (Bendel Insurance FC)에서 청소년 축구 선수 생활을 했으며 벤델 인슈어런스에서 프로 선수가 되었다. 1999년 튀니지의 에스페랑스 스포르티브 드 튀니스 (Espérance Sportive de Tunis)로 이적해 튀니지 리그 우승을 맛봤다.
2000-01 시즌 중반 우크라이나 프리미어리그의 샤흐타르 도네츠크로 자리를 옮겨, 곧 우크라이나 리그 우승을 경험하였다. 아가호와는 2006년 디나모 키예프와의 리그 우승 팀 결정전에서 연장전에 골을 성공시켜, 경기 최우수 선수 (Man of the match) 에 선정되었다.
아가호와는 샤흐타르 도네츠크에서 세 번의 우크라이나 리그 우승 (2002, 2005, 2006) 을 경험하고 2007년 잉글랜드 프리미어리그의 위건 애슬레틱으로 이적하였다. 프리미어리그에서의 첫 경기는 포츠머스와의 경기였으며, 위건 애슬레틱에서는 골을 기록하지 못하고, 2008년 터키 쉬페르 리그의 카이세리스포르로 자리를 옮겼다. 2009년 카이세리스포르를 떠나 2000년부터 2007년까지 뛰었던 샤흐타르 도네츠크로 이적하였다.
1999년 FIFA 세계 청소년 축구 선수권 대회에서 나이지리아 대표로 활약한 그는 나이지리아 축구 국가대표팀에서 32경기에 나서 14골을 넣었고, 2002년 FIFA 월드컵 당시에 스웨덴 전에서 한 골을 넣어 팀에서 유일하게 득점하였다. 2002년 아프리카 네이션스컵에서는 득점왕에 올랐고, 2000년 하계 올림픽에 출전했던 경험도 있다.